# Никанор (патриарх Александрийский)
Патриа́рх Никано́р (греч. Πατριάρχης Νικάνωρ; ок. 1800, Волос — 25 декабря 1869, Александрия) — Патриарх Александрийский в 1866—1869 годах.

## Биография
Родился около 1800 года в Волосе. Служил в Александрийской православной церкви в сане архимандрита. В конце 1850 года был рукоположен в сан митрополита Фиваидского.
В 1850 году Египет посетил архимандрит Порфирий (Успенский), по совету которого Патриарха Иерофей II отправил императору Николаю I письмо с изложением тяжелого положения Александрийской Церкви и просьбой разрешить прислать в Россию епископа для сбора пожертвований. В 1851 году по ходатайству архимандрита Порфирия прошение было удовлетворено, и в 1852 году для этой цели митрополит Никанор был делегирован в Россию. Срок его пребывания в России несколько раз продлевался. 21 мая 1855 года митрополит Московский Филарет (Дроздов) передал Александрийской Патриархии храм святителя Николая в Подкопаевском переулке в Москве, при котором было устроено Александрийское подворье, первым настоятелем которого стал и митрополит Никанор. Так в 1859 году в общей сложности было собрано и отправлено 48 580 рублей. Материальная помощь из России приобрела особое значение после секуляризации в 1863 году церковных имуществ в Румынии, что лишило Александрийский престол важных источников дохода. Управляя Александрийским подворьем в Москве и успешно собирая пожертвования в пользу Патриархии, митрополит Никанор зарекомендовал себя как способный администратор.
30 декабря 1865 года скончался Патриарх Иаков II. Нового Патриарха решено было избрать в Египте без участия Константинопольского Патриархата, который ранее назначал Александрийских Патриархов. Такой расклад устраивал как местные православные общины, усилившиеся численно, финансово и организационно и стремившуюся претендовать на участие в делах самой Александрийской Патриархии, так и российскую дипломатию, стремившуюся ослабить влияние Константинопольской патриархии на дела других поместных церквей.
4 января 1866 года в Каире состоялось собрание с участием двух архиереев Александрийского престола, 27 клириков и 17 представителей греческих общин, принявшее 12 статей Положения об устройстве Александрийского Патриархата и синодальном управлении. На его основе Патриархом был избран находившийся уже 17 лет в России митрополит Фиваидский Никанор. Избрание проводилось не путём подачи бюллетеней, а одобрительными возгласами общего собрания клира и общин — так впервые был применён новый способ избрания Александрийского Патриарха.
Прибыв в Египет, Никанор вынужден был ради занятия патриаршего престола подписать составленный группой местных клириков и представителей общин новый церковный Устав, в соответствии с которым Церковь управлялась Патриархом и 4 членами Синода, между которыми распределялись 5 частей составной печати Патриархата. В случае вдовства какой-либо кафедры её общины избирали кандидата в епископы, а Патриарх утверждал это избрание; любой вопрос, касающийся Александрийского престола, решался общим собранием членов Синода и Советом представителей местных греческих общин под председательством Патриарха. 
Патриарх Никанор Никанор рассматривал этот шаг как временную уступку, надеясь избавиться от навязанного ему контроля со стороны светского Совета. Однако первая же попытка нарушить Устав, когда Патриарх Никанор в феврале 1866 года назначил состав Синода и рукоположил новых архиереев без согласования с общинами, вызвала энергичные протесты со стороны последних. Борьба между патриархом и общинами затянулась, поскольку среди руководства общин не было единодушия: часть членов правлений общин поддерживала патриарха в его стремлении оградить внутреннюю жизнь Церкви от вмешательства светских организаций, другие общественные деятели, напротив, настаивали на углублении такого вмешательства. Оппозицию Патриарху Никанору возглавлял архимандрит Евгений (Даку-Ксоропотаминос), который был назначен патриаршим эпитропом и местоблюстителем Патриаршего престола со стороны враждебного Патриарху Совета представителей местных греческих общин, который согласно уставу должен был управлять церковью совместно с Патриархом и Синодом.
Положение Патриарха Никанора усугубилось в связи с ухудшением состояния его здоровья в связи с перенесённым им инсультом. Руководить Церковью теперь ему стало затруднительно, и в июле 1866 года он без согласования с общинами назначил митрополита Фиваидского Мелетия патриаршим эпитропом-местоблюстителем Патриаршего престола. Митрополит Мелетий, ставший правой рукой Патриарха, митрополит Ливийский Афанасий и великий архидиакон Афанасий составили ближайшее окружение Патриарха Никанора, которое вело дела патриархии.
После случившегося с Патриархом Никанором инсульта его противники пустили слух о его слабоумии. По словам самого Патриарха Никанора, «видя дальнейшую невозможность вмешательства в дело управления, члены бывшего Совета стали интриговать против патриарха и сумели склонить на свою сторону египетское правительство, Константинопольскую Великую Церковь и российского императорского генерального консула в Александрии. С этих пор началась собственно борьба против патриарха. Враги его стали обвинять его перед египетским правительством в преданности к России, а перед Константинопольскою Церковью и императорским консулом в неспособности управлять патриархатом».
Официально обвинения в слабоумии в адрес Патриарха Никанора прозвучали на собрании Совета представителей общин в Каире 7 ноября 1866 года. К тому времени Никанор уже освободил Мелетия Фиваидского от обязанностей местоблюстителя.
24 — 27 июля 1867 года в Александрии собрался поместный собор, созванный Патриархом Никанором в защиту автокефального достоинства Александрийской Церкви и правомочности своих действий. Собор осудил вмешательство Константинопольской Церкви, а также подтвердил законность избрания архимандрита Нила наследником и местоблюстителем Патриаршего престола. Архимандрит Евгений соборе был подвергнут извержению из сана.
Трудная ситуации из-за внутренних проблем патриархата, привело к беспрецедентному шагу, когда патриарх объявил архимандрита Евгения «заместителем и преемником» и удалился в Монастырь святого Саввы. Это вызвало интенсивный внутренний конфликт в Церкви в Александрии, который привёл к отставке Никанора с патриаршего престол 19 марта 1869 года.
Умер 25 декабря 1869 года в монастыре святого Саввы.